# Saturniinae
De Saturniinae zijn een onderfamilie van vlinders van de familie nachtpauwogen (Saturniidae).

## Geslachtgroepen
- Attacini
- Bunaeini
- Micragonini
- Saturniini
- Urotini